# A Kind of Magic
A Kind of Magic album je britanskog rock sastava Queen. Album je izdan 2. lipnja 1986. godine. Prvi je album sastava koji je dobio naziv po pjesmi s albuma. U UK je proveo 27 tjedana na top listi albuma. Pjesme su korištene u filmu Highlander iz iste godine. Pjesma "One Vision" korištena je u filmu Čelični orao.
Na albumu se nalazi i istoimena pjesma koja je snimljena između 1985. i 1986. Pjesma je izrazito prožeta bas-gitarom John Deacona.

## Popis skladbi
1. "One Vision" (Queen) - 5:10
2. "A Kind of Magic" (Taylor) - 4:24
3. "One Year Of Love" (Deacon) - 4:26
4. "Pain Is So Close To Pleasure" (Deacon - Mercury) - 4:21
5. "Friends Will Be Friends" (Deacon - Mercury) - 4:07
6. "Who Wants To Live Forever" (May) - 5:15
7. "Gimme The Prize (Kurgan's Theme)" (May) - 4:34
8. "Don't Lose Your Head" (Taylor) - 4:38
9. "Princes Of The Universe" (Mercury) - 3:32
10. "A Kind Of 'A Kind of Magic'"(Taylor) - 3:38 *
11. "Friends Will Be Friends Will Be Friends" (Deacon - Mercury) - 5:58 *
12. "Forever" (May) - 3:20 *

- Pjesme 10-12 se nalaze samo na CD izdanju

## Pjesme
1. One Vision (Mercury - May - Taylor - Deacon) - Objavljena kao singl 4. studenog 1985. godine. Pjesma je posebni doprinis sastava koncertu Live Aid iz 1985. godine. Pjesma se (poput ostalih s albuma) ne pojavljuje u filmu "Highlander", ali se pojavljuje u filmu "Čelični orao". Sastav je sve koncerte na turneji "Magic Tour" 1986. godine započinjao upravo ovom pjesmom. Pjesmu je počeo pisati Taylor i govorila je o Martinu Lutheru Kingu, Jr. (čijim poznatim riječima "I Have a Dream" i započinje pjesma), ali su ostali članovi sastava promijenili njegov tekst. Engleski Nogometni klub "Rotherham United F.C." odabrao ju je kao službenu pjesmu u sezoni 2008. / 2009. Glazbeni spot je snimljen u studiju "Musicland" u Münchenu, Njemačka. U spotu su prikazani članovi sastava kako se odmaraju, zabavljaju i vježbaju. Ponovljena je scena iz spota "Bohemian Rhapsody" na kojoj se primjećuju razlike u starosti članova. John Deacon je snimljen kako svira bubnjeve, ali nije poznato da li je zaista svirao bubnjeve za ovu pjesmu ili je to samo zbog potrebe snimanja spota. Objavljena je na kompilaciji Greates Hits II iz 1991. godine.
2. A Kind of Magic (Taylor) - Objavljena kao singl 17. ožujka 1986. godine. Taylor je pjesmu nazvao frazom "A Kind of Magic" koju izgovara glavni glumac Christopher Lambert u filmu Highlander. Taylor je bio toliko impresinoniran frazom da se neprestano ponavlja tijekom pjesme. Glazbeni spot snimljen je u jednom napuštenom skladištu u Londonu, Engleska. Freddie Mercury glumi mađioničara koji ostalie članove sastava iz usnulih beskućnika pretvara u rock glazbenike. Tijekom spota animirani likovi plešu u ritmu pjesme. Objavljena je na kompilaciji Greates Hits II iz 1991. godine. Glavnu bas dionicu za pjesmu je smislio Freddie Mercury, koji je podosta promijenio Taylorov aranžman dok je Taylor bio na odmoru.
3. One Year Of Love (Deacon) - Objavljena kao singl 1986. godine za francusko i španjolsko tržište. U pjesmi svira orkestar violina.
4. Pain Is So Close To Pleasure (Deacon - Mercury) - Objavljena kao singl u kolovozu 1986. godine za europsko i američko tržište. Pjesma je napisana u Motown stilu. Gitaru je odsvirao John Deacon.
5. Friends Will Be Friends (Deacon - Mercury) - Objavljena kao singl 9. lipnja 1986. godine. Glazbeni spot snimljen je dok sastav na pozornici izvodi pjesmu, u publici su isključivo obožavatelji sastava. Objavljena je na kompilaciji Greates Hits II iz 1991. godine.
6. Who Wants To Live Forever (May) - Objavljena kao singl 15. rujna 1986. godine. U pjesmi sviraju glazbenici Londonske filharmonije pod ravnjanjem Michaela Kamena. Brian May je otpjevao uvod pjesme, a Freddie Mercury je nastavlja. U glazbenom spotu pojavljuju se isječci iz filma Highlander. Brojni glazbenici su snimili obradu pjesme. Objavljena je na kompilaciji Greates Hits II iz 1991. godine.
7. Gimme The Prize (Kurgan's Theme) (May) - Jedna od najtežih pjesama s repertoara sastava. Brian May je u jednom japanskom časopisu 1986. godine izjavio da su Mercury i Deacon mrzili pjesmu. U pjesmi možemo čuti riječi glumca Clancyja Browna : "I have something to say: It's better to burn out than to fade away" i odgovor glumca Christophera Lamberta : "There can be only one".
8. Don't Lose Your Head (Taylor) - Taylor je pjesmu nazvao po riječima iz filma "Highlander". U filmu se pjesma nastavlja nakon nekoliko stihova obrade pjesme "New York, New York" Franka Sinatre u trajanju 36 sekundi. (Postoje glasine da u arhivi sastava Queen postoji obrada pjesme u cijelosti). Instrumentalna verzija pjesme nazvana je "A Dozen Red Roses For My Darling" koja je objavljena 17. ožujka 1986. godine na "B" strani singla "A Kind of Magic".
9. Princes Of The Universe (Mercury) - Objavljena kao singl u ožujku 1986. godine za američko, kanadsko, australsko, novo zelandsko i japansko tržište. U glazbenom spotu prikazana je borba mačevima između Freddija Mercuryja i Christophera Lamberta koji su okruženi snenografijom iz filma "Highlander". Mercury je pjesmu napisao isprepličući nekoliko različitih stilova; Hard rock, Heavy Metal i sl. Pjesma se pojavljuje u TV seriji "Highlander". Trebala je biti objavljena na kompilaciji Greatest Hits II iz 1991. godine ali je zbog nedostatka prostora izbačena s albuma, te je 1999. godine objavljena na kompilaciji Greatest Hits III